# Monobolodes fuscibrunnea
Monobolodes fuscibrunnea är en fjärilsart som beskrevs av W. Warren 1899. Monobolodes fuscibrunnea ingår i släktet Monobolodes och familjen Uraniidae. Inga underarter finns listade i Catalogue of Life.